# Александр Стамболійський (Болгарія)
Алекса́ндр Стамболі́йський (болг. Александър Стамболийски) — село в Добрицькій області Болгарії. Входить до складу общини Генерал-Тошево. Село Александар Стамболійський розташоване в прибережній Південній Добруджі, за 52 км на північний схід від обласного центру, міста Добрич, та за 33 км від муніципального центру, міста Генерал-Тошево, за 37 км на північний захід від міста Шабла, за 5,6 км на південний захід від села Бежаново та за 6,8 км на південний схід від села Спасово. Приблизно за 8 км по прямій на північ від нього знаходиться кордон з Румунією, а за 18 км на схід знаходиться село Дуранкулак. Воно розташоване на Східній Дунайській рівнині, на території зі слабогорбистим рельєфом. Через його південні низинні частини проходить глибока та суха долина (суха долина) "Сухото дере", що йде із заходу через села Великово, Сіраково, Сарніно та проходить на північ повз село Бежаново та далі на румунську територію. У його північно-західній частині, в найнижчих частинах долини, знаходяться давно покинуті криниці з питною водою, кожна з яких має глибину близько 80 м, з залізобетонними або металевими конструкціями над отвором кожної з них, щоб запобігти травмуванню або смерті. Висота в центрі села становить близько 84 м. Клімат помірно континентальний. На півночі асфальтована муніципальна дорога довжиною близько 2 км з'єднує село з республіканською дорогою третього класу III-2904, що веде на схід через села Бежаново, Захарі Стояново та Стаєвці до села Дуранкулак, а на заході - через села Спасово, Рогозина та Чернооково до села Кардам та з'єднання там з республіканською дорогою другого класу II-29, яка веде на північ до кордону з Румунією та прикордонного контрольно-пропускного пункту (ПП) Кардам, а на південь через місто Генерал Тошево до міста Варна. Родючі ґрунти та відповідний клімат у регіоні сприяють розвитку сільського господарства та тваринництва. Характерною рисою масивів сільськогосподарських угідь у селі є наявність полезахисних лісових смуг шириною від 10-12 м до близько 30 м вздовж меж значної їх частини. Земля села Александар Стамболійський межує з землями: села Спасово на північному заході та півночі; села Бежаново на півночі та північному сході; села Чорноморці на сході; села Біло на півдні; села Септемврійці на півдні; села Белгун на південному заході; села Сарніно на заході.

## Населення
За даними перепису населення 2011 року у селі проживали 30 осіб, усі — болгари.
Розподіл населення за віком у 2011 році:
Динаміка населення: